# واکنش اسید و باز
واکنش اسید و باز یک واکنش شیمیایی است که میان یک اسید و یک باز اتفاق می‌افتد. مفاهیم متعددی که تعاریف دیگری از مکانیزم واکنش‌های درگیر و کاربرد آن‌ها در حل مسائل وجود دارد. علی‌رغم تعدد تعاریف مختلف، اهمیت آن‌ها در تجزیه و تحلیل هنگام سر و کار داشتن با واکنش‌های اسید و باز در حالت‌های گازی یا به خصوص مایع یا حتی در حالت‌هایی که به ندرت دیده‌می‌شوند، مشخص می‌شود. اولین مفاهیم دربارهٔ واکنش‌های اسید و باز در حدود سال ۱۷۷۶ توسط آنتوان لاووازیه تنظیم شد.

## نظریه‌های معمول

### نظریهٔ آرنیوس
مطابق تعریف سوانت آرنیوس اسید ماده‌ای است که در محلول آبی از هم جدا می‌شود و یون هیدروژن H+ (یک پروتون) آزاد می‌کند.
HA  A− + H+
ثابت تعادل در این گونه واکنش‌های جداسازی، ثابت جداسازی نام دارد. پروتون آزاد شده با یک مولکول آب وارد واکنش می‌شود تا یک هیدرونیوم (یا اکسینیوم) یون H۳O+ بدهد. بعدها آرنیوس پیشنهاد کرد که این جداسازی را با نام واکنش اسید-باز شناخته شود.
HA + H۲O  A− + H۳O+.

### نظریهٔ لوری-برونستد
بر طبق این تئوری اسید ماده ای است که پروتون (H+) از دست می‌دهد و باز ماده ای است که پروتون می‌گیرد. به عنوان نمونه در واکنش اسید استیک و آب، استیک اسید پروتون از دست داده و آب پروتون می‌گیرد پس استیک اسید، اسید و آب به عنوان باز عمل می‌کند.

### نظریهٔ لوییس
مولکولی که بتواند جفت الکترون غیر پیوندی از مولکول دیگری دریافت کند اسید و مولکول دهنده جفت الکترون باز است. این نظریه نخستین بار توسط دانشمند مشهور آمریکایی گیلبرت لوویس و در سال ۱۹۲۳ ارائه شد.

### نظریه لوکس–فلود
این نظریه نخستین بار توسط شیمیدان آلمانی هرمان لوکس در سال ۱۹۳۹ مطرح شد و سپس توسط شیمیدان نروژی هاکون فلود در سال ۱۹۴۷ توسعه یافت.
در نظریه لوکس-فولد، جابجایی یون اکسید (O2−) عامل تشخیص اسید و باز است. با توجه به این نظریه، ترکیباتی مانند MgO و SiO2 در حالت جامد ممکن است به عنوان اسید یا باز دسته‌بندی شوند. به عنوان مثال، کانی الیوین را می‌توان به عنوان یک ترکیب از اکسید بازیِ منیزیم (MgO) و اکسید اسیدیِ سیلیس (SiO2) در نظر گرفت. این طبقه‌بندی در علم زمین‌شیمی از اهمیت بالایی برخوردار است.
 +  → MgCO
3
 +  → CaSiO
3
 +  → NO+
2 + 2 SO2−
4
سیستم های حلالی
در یک سیستم حلالی ، اسید جسمی است که کاتیون مشخص یک حلال را تولید کرده ، و باز جسمی است که آنیون مشخص آن حلال را تولید کند. حلال می تواند یکی از فرآورده های واکنش بین اسید و باز (خنثی شدن) باشد.
مثال:
+HCl  +  H2O → Cl- + H3O
آب سیستم حلالی است و با حل شدن هیدروکلریک اسید (HCl) در آن ، کاتیون ویژه آب ( یون هیدرونیوم ، +H3O) تولید می شود. هر دو یون تولید شده در واکنش ، محلول در آب هستند.
همچنین :
+NH3 + H2O → OH-  + NH4
در واکنش باز آمونیاک با آب ، آنیون ویژه آب ، یعنی یون هیدروکسید (-OH) تولید خواهد شد .